# Эркетиновская
Эркетиновская (также Эркетинская (калм. Эрктнә әәмг)) — станица в Дубовском районе Ростовской области. Входит в состав Андреевского сельского поселения.
Основана в середине XIX века
Население - 343 (2010)

## Название
Название станицы производно от этнонима "эркетены" - название одного из калмыцких родов. В свою очередь, калм. Эрктн (ед. ч. калм. Эркн) можно перевести как лучшие, наилучшие, главные. Такое наименование присваивалось особо отличившимся за заслуги перед правителем.

## История
Изначально Эркетинской называлась 4-я сотня Верхнего улуса (Эркет) Калмыцкого округа Земли Войска Донского. В 1800 году в Эркетеневской сотне было 1 403 кибитки. Управлял зайсанг (наследственный старшина) Ончик, затем — Убаши. В войне 1812 года принимал участие отряд Эркетеневского улуса численностью 400 человек под командой зайсангов Мирзы и Мацака.
Постепенно калмыки становились оседлыми. Начало оседлости можно установить в «Списке населённых мест по сведениям 1859 года». Там впервые упоминается один обывательский дом в Иркетинской (Эркетинской) калмыцкой сотне. К началу XX века коренного населения на территории Эркетеневского юрта стало 760 человек, домов 162, из них 21 деревянный, остальные из самана.
В Эркетинской действовал один из крупнейших на Дону хурул. Эркетеневский хурул был утверждён правительством к постройке в 1842 году, а до этой даты эркетеневцы построили маленькую кумирню, величиною около двух с половиной сажень, затем деревянный хурул. Позже был возведён хурульский монастырь, построен ещё один, каменный хурул. Согласно данным первой Всероссийской переписи населения в 1897 году в хуторе Эркетинском проживало 282 души мужского и 292 женского пола, а также 9 душ мужского пола при местном хуруле.
Статус станицы хутор Эркетинский получил только в октябре 1908 году путём выделения из юрта Потаповской станицы. В числе причин выделения отмечалась отдалённость хутора от станицы — 26 вёрст. Также отмечалось, что хутор издавна привык распоряжаться своим наделом, не желал поступаться доходами со своих земель на общие станичные нужды.
В новом юрте числилось 34 косилки-лобогрейки, одна сеялка, 11 веялок, 172 бороны и одна паровая молотилка. Одними из первых эркетинцы стали приобретать плуги Буккера, их числилось 74. Этот агрегат состоял из двух-трёхкорпусного плуга и сеялки. Он совмещал мелкую (12-14 сантиметров) вспашку и посев. Семена попадали в плужную борозду и сразу же закрывались слоем почвы.
В новой станице действовали две бакалейных лавки, харчевня, ветряная мельница, которые содержались иногородними. Имелись свои ремесленники — плотник и сапожник. В Эркетинской станице действовало своё одноклассное приходское училище, в котором занимались 12 мальчиков от 8 до 13 лет, из них четыре русских и одна девочка-калмычка. Почётным блюстителем был Бакша Дамбо Ульянов.
Согласно Алфавитному списку населённых мест области войска Донского 1915 года издания в станице Эркетинской имелся 171 двор, в которых проживало 355 душ мужского и 287 душ женского пола.
В феврале 1922 года был образован Эркетинский (Эркетиновский) сельсовет. В результате Гражданской войны калмыцкое население станицы резко сократилось. Согласно Всесоюзной переписи населения 1926 года население станицы составило 783 человека, из них калмыков - 280. В 1930 году Эркетинский сельсовет был включён в состав Калмыцкого района Сальского округа Северо-Кавказского края, однако в результате административно-территориальных преобразований из состава района был исключён. В списке сельсоветов Калмыцкого района за 1932 год Эркетинский сельсовет уже не значится. В марте 1944 года калмыки, проживавшие в станице, были депортированы.
В июне 1954 года Эркетиновский сельсовет был ликвидирован, территория присоединена к Андреевскому сельсовету. После отмены ограничений по передвижению в 1956 году калмыки, ранее проживавшие в станице, осели в границах калмыцкой автономии. В настоящее время в Дубовском районе не проживают.

## Физико-географическая характеристика
Станица расположена в пределах Ергенинской возвышенности (Сальско-Манычская гряда), являющейся частью Восточно-Европейской равнины, при балке Уртугул (бассейн реки Сал), на высоте 47 метров над уровнем моря. Рельеф местности равнинный, полого-увалистый. Общий уклон местности с юга на север, по направлению к реке Сал. Почвы - каштановые солонцеватые и солончаковые.
По автомобильной дороге расстояние до Ростова-на-Дону составляет 330 км, до ближайшего крупного города Волгодонск - 96 км, до районного центра села Дубовское - 31 км, до административного центра сельского поселения - станицы Андреевской - 12 км. 
Климат
Климат умеренный континентальный (согласно классификации климатов Кёппена-Гейгера - Dfa). Среднегодовая температура воздуха положительная и составляет + 9,3 °C, средняя температура самого холодного месяца января - 5,3 °C, самого жаркого месяца июля +  24,1 °C. Расчётная многолетняя норма осадков - 388 мм. Наименьшее количество осадков выпадает в марте (норма - 25 мм), наибольшее в июне (42 мм).
Часовой пояс
Эркетиновская, как и вся Ростовская область, находится в часовой зоне МСК (московское время). Смещение применяемого времени относительно UTC составляет +3:00.

## Население
Динамика численности населения
| 1897 | 1915 | 1926 | 2002 |
| ---- | ---- | ---- | ---- |
| 585  | 636  | 783  | 380  |

| 1989 | 2002 | 2010 |
| ---- | ---- | ---- |
| 307  | ↗380 | ↘343 |

## Улицы
- ул. Молодёжная,
- ул. Первомайская,
- ул. Степная.

## Памятники
- Памятник на месте буддийского храма. Установлен в 2013 году[19]